# Eleições nos Estados Unidos em 1966
As eleições nos Estados Unidos em 1966 foram eleições de meio de mandato ocorridas no dia 8 de novembro, uma terça-feira. O Partido Democrata, que na eleição anterior havia logrado a maioria nas duas Casas do Congresso, perdeu 47 cadeiras na Câmara dos Representantes e três cadeiras no Senado para os republicanos.